# Diaparsis metacarpator
Diaparsis metacarpator là một loài tò vò trong họ Ichneumonidae.